# 火車 (妖怪)
火車/化車（かしゃ）は、葬儀・葬列にくわわる亡骸を奪うとするとされる日本の妖怪。
その標的は、悪行を積み重ねた末に死んだ者だとする解説もあるが、本来の仏教の火車（別項火の車を参照）は確かに悪人を地獄に送るための乗物ではあるものの、妖怪譚における火車はその宗教色が薄れており、奪おうとする遺体は必ずしも悪人のそれではない、と指摘される。
すなわち近世初期・江戸初・中期頃の説話や絵画ではまだ、火車は鬼神の乗物であったり、雷神の鬼姿だったりしたが、火車と死体をかっさらう猫又伝承との習合が起こり（ § 猫型の火車参照）、17世紀末頃に猫型の火車が確立した。鳥山石燕（18世紀）が絵画で猫姿の火車を描いている（ § 図像学参照）。

## 概要

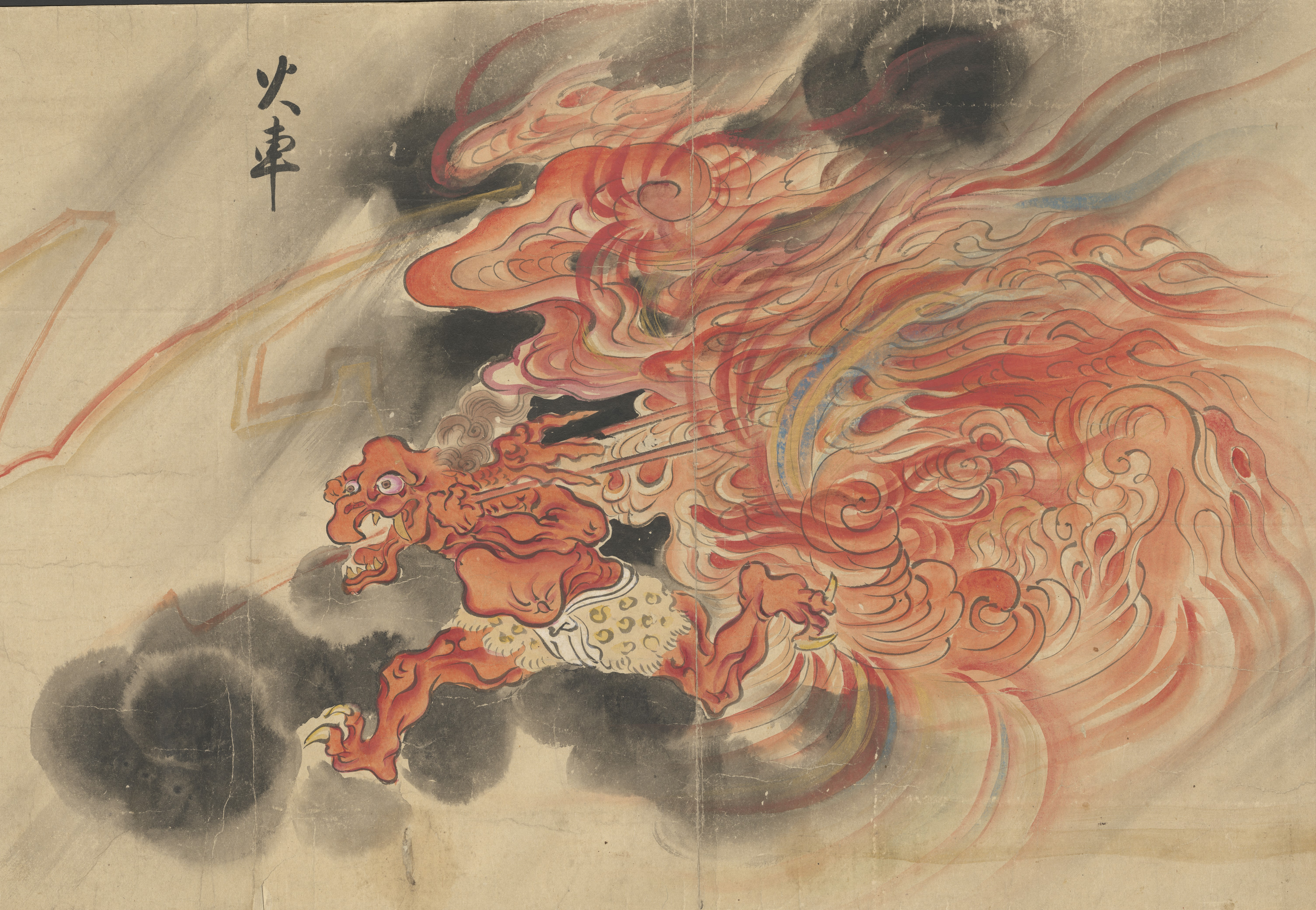
「火車」。『化物之繪』（1660)年頃）より―米国・ブリガムヤング大学のハロルド・B・リー図書館蔵

葬式や墓場から死体を奪う妖怪とされ、伝承地は特定されておらず、全国に事例があり、そのことは既に18世紀に鳥山石燕も述べている。
江戸初期ころは、地獄の獄卒（鬼）、牛頭馬頭の妖怪として描かれたが、16世紀後半には雷が遺体をさらう構図が確立し、雷神姿の火車も登場。17世紀末頃には猫型の火車の説話が確立し、18世紀後半には鳥山石燕が猫型の火車を絵画にし、しだいに正体は猫の妖怪とされることが典型的となった（ § 図像学も参照）。年老いた猫がこの妖怪に変化するとも言われ、猫又が正体だともいう。また、あらわれるときに暗雲や雷鳴・雷雨をともなうといわれる。
「猫檀家」も火車を題材とした昔話で、貧乏寺の猫が和尚に報いて手柄を上げさせるため、火車の悪役を買って出て一芝居打つ報恩譚である。播磨国（現・兵庫県）でも山崎町（現・宍粟市）牧谷（）に「火車婆（）」の類話がある。
また、棺の死体が火車に奪われないようにするための様々な対策も、各地の迷信に存在する（ § 防除法参照）。

## 各地の伝承
宮崎県の昔ながらの葬儀の風習（かつて丸棺に坐葬するのが主流の頃）では、二次的な通夜を葬儀の後にも2日もうけ（よってつごう4日）、この「ツヤ」の期間、遺体に誰かが四六時中付き添い、夜も「夜伽（ヨトギ）」などと称して、近親者が添い寝する風習があった。これは、絶えず見張りを立てていないと、火車がやってきて遺骸を盗みに来るだから、といわれた（五ヶ瀬町・西都市三宅の風習）。そのため、猫は忌避されており、通夜のあいだは籠に閉じ込めて室内には入れなかった。
猫に死体の上を越えさせると化物（化け猫?）になるとも、よくないことが起こるともいわれ、また猫が死体を跳び越すと死人が立つか）、死体が生きかえるなど等と、宮崎県に伝わるが、ほかにも群馬県でも魔物（カシャ）が死者を飛び越えると死者が復活すると言われ、いずれの地域でも猫が死者に近寄ることを忌み嫌う。
名前が異読みだが同種とされるものに、岩手県遠野のキャシャがあるが、女性の姿である。上閉伊郡綾織村（現・遠野市）から宮守村に続く峠の傍らの笠通山（かさのかようやま、869.2m）に、前帯に巾着を着けた女の姿をしたものが住んでおり、葬式の棺桶から死体を奪い、墓場から死体を掘りおこして食べてしまうといわれた。長野県南御牧村（現・佐久市）でもキャシャといい、やはり葬列から死体を奪うとされた。
山形県では昔、ある裕福な男が死んだときにカシャ猫（火車）が現れて亡骸を奪おうとしたが、清源寺（山形市長谷堂）の和尚により追い払われたと伝えられる。そのとき残された尻尾とされるものが魔除けとして長谷観音堂（南陽市宮内）に奉納されており、毎年正月に公開される。

### 防除法
火車から亡骸を守る方法として、山梨県西八代郡上九一色村（現・南都留郡、富士河口湖町）で火車が住むといわれる付近の寺では、葬式を2回に分けて行い、最初の葬式には棺桶に石を詰めておき、火車に亡骸を奪われるのを防ぐこともあったという。愛媛県八幡浜市では、棺の上に剃刀を置くと火車に亡骸を奪われずに済むという。宮崎県東臼杵郡西郷村（現・美郷町）では、出棺の前に「バクには食わせん」または「火車には食わせん」と2回唱えるという。岡山県阿哲郡熊谷村（現・新見市）では、妙八（和楽器）を叩くと火車を避けられるという。群馬県吾妻郡嬬恋村では刃物をおいて、死体が火車に憑かれて歩き出すのを防ぐと言い、勢多郡粕川村でも、刃物の魔除けで死体の盗難をふせぐという。愛知県知多郡南知多町日間賀島の風習では死人の上に筬（おさ）を設置するが、クシャという齢百年以上の猫が獲りにくるのにそなえて、目の多い魔除けを設置するという。

## 古典に登場する火車

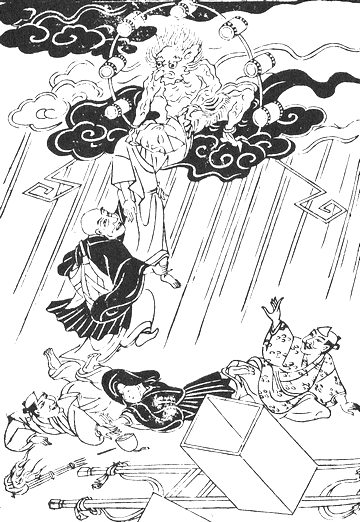
著者不詳『奇異雑談集』より「越後上田の庄にて、葬りの時、雲雷きたりて死人をとる事」

はっきり猫姿の火車の登場は、江戸時代の17世紀末から18世紀初頭とされるが、同じ時代（近世初期〜中期）には、並行して仏教の火車（乗物、本項の妖怪とは別義）を撃退する高僧の話も編まれていた。火車が乗物から、その乗り物につきそう獄卒（鬼）、そこから妖怪に変遷した（以下、 § 猫又に詳述）。
江戸初期・中期においては、妖怪としての火車は獄卒、牛頭・馬頭や雷神（後述 § 越後の僧が守るなど）の描写であった。火車が雷がかっさらうという伝承は16世紀中葉には成立していたという。
猫型の火車の成立は17世紀末にはおこっており、これは、猫又が死骸を盗もうとするという伝承が火車の説話と習合した影響によるという説が立てられている。また、絵画でも、鳥山石燕『画図百鬼夜行』（1776年）あたりから猫型に描かれるようになっている（詳細は § 図像学参照）。

### 猫型の火車
猫型の火車の最古の例は、真言宗の僧・蓮体（惟宝）の『礦石集』（元禄6/1693刊）と思われる。「猫檀家」型の説話である。『礦石集』巻一第十五話「猫火車と成て人の死骸を取事」のあらましによれば、京都の浄土宗の30年来の飼い猫が夜に人語で言い争っているのを聞きとがめ、その猫が齢数十年を経て京都の猫の首領となったと人語で身の上をあかした。また、死人が出ると猫たちは火車となって亡者を捕まえに行くのだが、翌日には某貴族の尼が死ぬ予定で、邪見放逸なために襲われると他の猫らは判断しているが、この女性は飼い主の僧のパトロンであるため、自分としては義理立てて消極的だったため、口論になったという。その猫は主人に自分らの弱点の秘密を明かし、達磨の珠数を使えば有効で、化け猫を倒すこともできると教えた。僧は、その猫に翌日は全力で死体を襲え、自分も必死に守るから、と説得した。はたして翌日に尼の引導を澄ますと、暗雲と雷雨が起き、雷が棺を直撃船とするところを、僧が数珠を投げて祓い、晴天が戻った。3日後、片目の飛び出た飼い猫が戻ったが、解放の甲斐もなく死んだ。
辻堂兆風子作の『多満寸太礼』（1704年]）に「火車説ならびに猫取死骸事」の段があり、上野国の禅寺の宗興寺の住職が周厳だった頃、寺の猫たちが村の名主の遺体を盗もうと企んでいるのを周厳が聞いており、じつは代々の名主の亡骸を黒雲に乗じて奪っていたのが猫又たちだった。そ知らぬふりで戻った猫を住職は叱責して散らし、葬列の当日も呪文を唱えて猫たちを諭したので何事も起こらなかった。

### 奇異雑談集・漢和希夷
『奇異雑談集』巻四の三「筥根山火金の地蔵にて火車を見る事」(『漢和希夷』第二話)もあるが、こちらの火車は乗物のほうである（火の車 § 日金山の地蔵堂参照）。
妖怪の火車が登場するのは、次の越後国の一篇である。

#### 越後の僧が守る
『漢和希夷』（近世初期成立）に天正2/1574年の故事としてみえるが、『奇異雑談集』（1687年刊、および古写本）「越後上田の庄にて、葬りの時、雲雷きたりて死人をとる事」の段（写本下の一）にも記載がある。この説話によれば、越後国上田で行なわれた葬儀で、葬送の列が火車に襲われ、亡骸が奪われそうになったが「雲東庵」の僧が法力を発揮し、気絶しながらもしがみついて遺体を守った。ここでの火車は激しい雷雨とともに現れたという。
挿絵では雷神のように、トラの皮の褌を穿き、雷を起こす太鼓を持った姿で描かれている（⇒右図参照）。
この説話は、むしろ僧侶の功徳をたたえるのが焦点になっている。また、ここでは姿かたちは「黒雲」であって（化け猫ではないが）、狙われた死者の善悪がはっきりせず倫理（仏教の罪人・地獄観）をはなれた点など、「妖怪」として死骸を狙う話が形成されつつある、と指摘される。次にあげる異聞では、正体は猫又にすりかわっている：
（北越雪譜の異本）

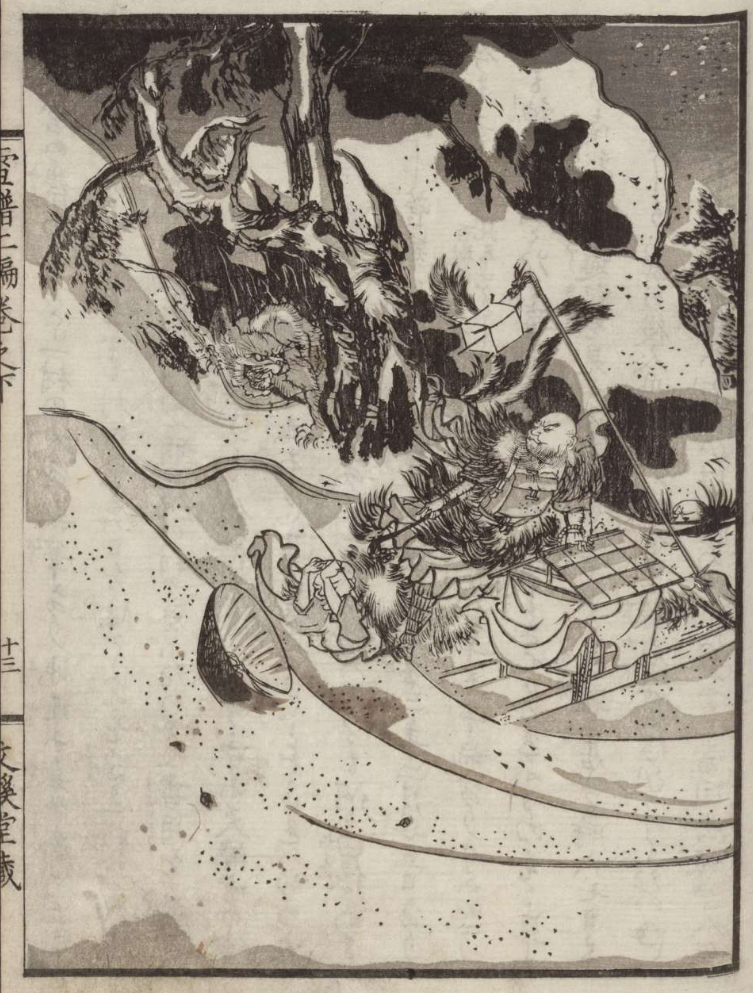
雲洞庵の北高和尚と火車の格闘―「北高禅師勇気図（ほっこうぜんじゆうきのず）、鈴木牧之『北越雪譜』二編巻三（1841年）

上の「雲東庵」とは雲洞庵のことであり、その和尚が火車を退けた説話は、のちの『北越雪譜』二編巻三（天保12/1841年）「北高和尚」にも見つかるが、その立役者は十三世の北高全祝ということになっており、猫も二尾の猫になっている。内容は、天正時代、越後国の雲洞庵（現・新潟県南魚沼市雲洞に所在）に近い魚沼郡三郎丸村の者が亡くなり、何日か待っても吹雪がおさまらないので棺送りを強行した。すると道半ばで、忽然と突風がおこり暗雲がたちこめ暗くなり、火の玉が飛来して棺にかぶさった。火の中には二又の尾を持つ巨大猫がおり、棺を奪おうとした。この妖怪は雲洞庵の和尚・北高の呪文と鉄如意の一撃で撃退され、化け物の頭から返り血が降りかかった袈裟は、「火車落（かしゃおとし）の袈裟」とよばれ、その香染の麻織は後世に伝わり、同寺に現存する。

### 因果物語

#### 大男二人

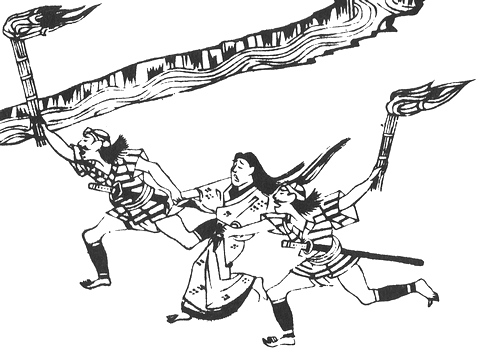
鈴木正三門人編著『平仮名本 因果物語』より「生ながら、火車にとられし女の事」

平仮名本『因果物語』（1658年頃）巻四、第5話「生ながら、火車（）にとられし女の事」は、（題名以外の）文中には「火車」の明記はなく、乗物はともなわず、二人の屈強な男が地獄行きの女を引きずってゆく話であるが、いちおう妖怪・火車の一例とされる。
この説話によれば、河内国八尾（現・大阪府八尾市）にある庄屋の妻は強欲な性格で、召使いに食事を満足に与えず、人に辛く当たっていた。あるとき、その庄屋の知人が街道を歩いていると、向こうから松明のような光が飛ぶように近づいて来た。光の中では、身長8尺（約2.4メートル）の武士のような大男2人が、庄屋の妻の両手を抱えており、そのまま飛び去って行った（⇒右画参照）。彼は恐ろしく思って庄屋の様子を尋ねると、庄屋の妻は病気で数日間寝込んでおり、その3日目に死んでしまった。この妻は行いが良くなかったため、生きながらにして地獄へ堕ちたといわれたという。

#### 美濃の悪僧
片仮名本 『因果物語』（寛文元年/1661年刊）の巻下第11話「悪見ニ落タル僧自他ヲ損ズル事」には、正保年間（1645–1648年）の逸話として、美濃国の「八屋」（現・美濃加茂市蜂屋）の臨済宗関山派の快祝（＝蜂屋瑞林寺の快叔）が、自らの授けた悟り以外の仏はないとして、神木や仏像破壊を行ったが、そのために死んだときに火車に遺体を掴んで持ち去られとあり、臨済宗にたいする曹洞宗の筆者のあてつけと考察される。
これはまた平仮名本 『因果物語』巻四第17話「仏法を、あしくすゝめて、罰あたりし事」として所収され、僧の名を関悦とつくる。また、カタカナ本では遺体がばらばらされ「そこかしこ」に散り散りに捨てられたとあるが、ひらがな本ではさらに、「手足首を引ちぎり」木の枝に掛け置かれる、と描写される。

### 老媼茶話
会津藩士三坂春編（）著の奇談集『老媼茶話』（寛保2/1742年）には、「火車」の名称は出ないが、「火車」のことと思われる黒雲に死体が狙われる悪女の二編がある。巻三「亡魂」では、下野宇都宮上川原町の長嶋市左衛門の妻が邪見で、子がないためにもらった養子を憎んで殺し、死霊に取りつかれて死んだが、その棺を野辺送りにするとき雷雨になり黒雲に遺体を狙われた、と説く。同書の巻五「久津（）村の死女」では、岩城（現・福島県いわき市）の百姓、庄三郎の妻が慳貪（けちで強欲）、邪見、人を妬む性格で、20人を呪い殺したが、37歳で死んでもなお、ゾンビのように動き、僧が剃刀をあてて剃髪しようとするのに抵抗した。鬼のような形相であったという。葬送中に雷雨となり黒雲に呑まれたので人々は逃避したが、あくる日には遺体はなかった。

### 新著聞集
『新著聞集』（寛延 2/1749年刊）には、乗物のほうの火の車の例も二編が挙げられるが（火の車 § 音誉上人が乗る、および火の車 § 下半身が爛れ腐る参照）、妖怪の火車として次の二編も所収される。

#### 火車の手を斬る
同 第十 奇怪篇より「葬所に雲中の鬼の手を斬とる」。 松平五左衛門という武士が従兄弟の葬式に参列していると、雷鳴が轟き、空を覆う黒雲の中から火車が熊のような腕を突き出して亡骸を奪おうとする。刀で切り落としたところ、その腕は恐ろしい3本の爪を持ち、銀の針のような毛に覆われていたという。

#### けち老婆を火車がさらう
これと同じ話は、『古今犬著聞集』（天和4/1684年序）にすでにみえるが、『新著聞集』 第十四 殃禍篇より「慳貪老婆火車つかみ去る」。肥前藩主・大村因幡守たちが備前の浦辺を通っていると、彼方から黒雲が現れ「あら悲しや」と悲鳴が響き、雲から人の足が突き出た。因幡守の家来たちが引きおろすと、それは老婆の死体だった。付近の人々に事情を尋ねたところ、この老婆はひどい吝嗇（）で周囲から忌み嫌われていたが、あるとき便所へ行くといって外へ出たところ、突然黒雲が舞い降りて連れ去られてしまったのだという。これが世にいう火車という悪魔の仕業とされている。

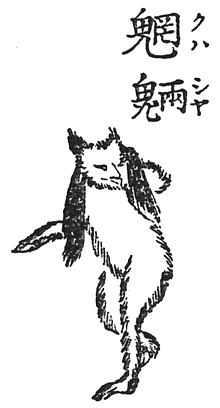
茅原虚斎『茅窓漫録』より「魍魎（クハシヤ）」

### 鳥山石燕
『画図百鬼夜行』（1776年）では、火車が葬儀場や墓場から死体を盗むのは全国各地の伝承だとしている。そして地域ごとに呪文を唱えたり、死体に石を設置してこれを防ごうとするという。その正体は年経た猫、つまり猫又なのだとされる。

### 茅窓漫録
茅原虚斎（）著『茅窓漫録（）』（天保4/1833年刊）によれば、日本の西国、出雲（島根県）や薩摩（鹿児島県）、また東国にも見られる「火車」の俗信として、葬儀中に突然の風雨がで棺が吹き飛ばされんばかりのとき、守っている僧が数珠を投じれば無事に過ごせるが、これが無いと飛ばされて亡骸が失われることがあり、火車のしわざとして恐れるという。ただの愚かな迷信ではあるが、人は、生前に悪事を働いたために、その死者には地獄から火車が迎えに来たのだ、と噂するという。火車は亡骸を引き裂いて、山中の岩や木に掛け置くこともある、ともいわれた。
本書では、この「死体を奪う妖怪」を地獄の火車にちなんで名づけるのは愚昧でおかしなこととしており、火車のことを中国の漢籍にいう魍魎（）に同定している。挿絵では「魍魎」と書いて「クハシヤ」と読みが書かれている（⇒右図参照）。

### 勝光院
穂積隆彦編『世田谷私記』（1813年刊）によれば、勝光院の什物に「火車の爪」があり、知徳のある住職が亡者に取りつくのを珠数で払ったところ、爪が落ちたのだという。編者は文化9年/1812年に、その4本の爪とされるものを実見してるという。

## 図像学

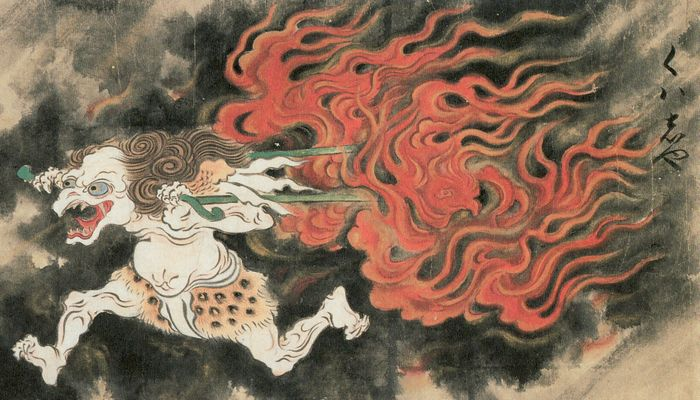
佐脇嵩之『百怪図巻』より「くはしや」（かしゃ）

上述のとおり、『奇異雑談集』（1687年刊）の火車は雷神のごとく描かれているが、長耳と嘴が誇張される特徴の独特な容貌になっている。佐脇嵩之「百怪図巻」（1737年）の「火車」（右図参照）もこれに近い絵である。一説によれば、鳥山石燕の『画図百鬼夜行』（1776年）は佐脇または同系の絵巻を手本にしながら、猫耳や体毛を追加し、猫姿の火車にアレンジしたのではないかと思われるが、石燕が猫要素を取り入れたのも、すでにそれ以前の17世紀末にはに猫型の火車の発祥が起きているからである（ § 猫型）。

## 火車に類するもの
火車と同種のもの、または火車の別名と考えられているものに、以下のものがある。
群馬県甘楽郡秋畑村（現・甘楽町）では人の死体を食べる怪物をテンマルといい、これを防ぐために埋葬した上に目籠を被せたという。
鹿児島県出水地方ではキモトリといって、葬式の後に墓場に現れたという。

## 考察
日本古来では猫は魔性の持ち主とされ、「猫を死人に近づけてはならない」「棺桶の上を猫が飛び越えると、棺桶の中の亡骸が起き上がる」といった伝承がある。また中世日本の説話物語集『宇治拾遺物語』では、獄卒（地獄で亡者を責める悪鬼）が燃え盛る火の車を引き、罪人の亡骸、もしくは生きている罪人を奪い去ることが語られている。火車の伝承は、これらのような猫と死人に関する伝承、罪人を奪う火の車の伝承が組み合わさった結果、生まれたものとされる。
河童が人間を溺れさせて尻を取る（尻から内臓を食べる）という伝承は、この火車からの影響によって生じたものとする説もある。また、中国には「魍魎」という妖怪の伝承があるが、これは死体の肝を好んで食べるといわれることから、日本では死体を奪う火車と混同されたと見られており、前述の『茅窓漫録』で「魍魎」を「クハシヤ」と読んでいることに加えて、根岸鎮衛の随筆『耳袋』巻之四「鬼僕の事」では、死体を奪う妖怪が「魍魎といへる者なり」と名乗る場面がある。

## 転用
遊廓で遊女たちを監督する女性である遣り手（やりて）のことを花車（かしゃ）と呼ぶのも火車から派生したものであり、遣り手は万事を切り回す女であり、遣り手が牛車を動かす人を意味する言葉でもあることが由来とされている。
播磨国一帯では性格の悪い老婆を、化け猫のような老婆との意味合いで「火車婆」と呼ぶと言う。